# 택시운전근로자의 최저임금 사건
택시운전근로자의 최저임금 사건(2011.8.30. 2008헌마477 [기각])은 대한민국 헌법재판소 판례이다.

## 사실관계
주식회사는 일반택시운송사업을 영위하는 회사로 최저임금법이 개정되면서 일반택시의 운전업무에 종사하는 근로자의 최저임금에 산입되는 임금의 범위는 '생산고에 따른 임금을 제외한 대통령령으로 정하는 임금"으로 한다는 제6조 제5항이 신설됨에 따라 일반택시운송사업자들은 택시운전근로자들에게 초과운송수입금을 제외한 고정금만으로 최저임금액 이상을 지급하여야 하게 되었다.
이에 청구인은 위 최저임금법 제6조 제5항이 청구인을 포함한 일반택시운송사업자들의 논리적이고 정제된 법률의 적용을 받을 권리, 평등권, 경제적, 사회적 자유권을 침해하고 헌법상 명확성의 원칙을 위반하였다고 주장하면서 이 사건 헌법소원심판을 청구하였다.

## 주문
청구인들의 심판청구를 모두 기각한다.

## 이유

### 이 사건 법률조항의 입법취지와 기대되는 효과
택시운전근로자들이 받는 임금 중 고정급의 비율을 높여 운송수입이 적은 경우라고 하더라도 최저임금액 이상의 임금을 받을 수 있도록 보장함으로써 보다 안정된 생활을 영위할 수 있도록 한다는 것이다.

### 이 사건 법률조항의 위헌 여부

##### 논리적이고 정제된 법률의 적용을 받을 권리
헌법에 열거되지 아니한 기본권을 새롭게 인정하려면, 그 필요성이 특별히 인정되고, 그 권리내용(보호영역)이 비교적 명확하여 구체적 기본권으로서의 실체 즉, 권리내용을 규범 상대방에게 요구할 힘이 있고 그 실현이 방해되는 경우 재판에 의하여 그 실현을 보장받을 수 있는 구체적 권리로서의 실질에 부합하여야 할 것이다.
기본권으로 인정되기 위한 요건을 갖추지 못한 '논리적이고 정제된 법률의 적용을 받을 권리'는 헌법상 보장되는 기본권이라고 할 수 없다.

##### 계약의 자유와 영업의 자유
일반택시운송사업자들의 영업의 자유가 제한되는 것은 이와 같은 계약의 자유가 제한됨에 따른 결과에 불과하다. 따라서 이 사건에서는 계약의 자유가 보다 밀접하고 침해의 정도가 더 큰 기본권리라고 할 수 있다.
현재의 임금총액을 유지하면서도 고정급의 비율을 상향조정하는 방법만으로도 최저임금에 관한 규율을 준수할 수 있게끔 하여 필요최소한의 제한만을 부과할 뿐이며, 일반택시운송사업자들의 제한되는 이익이 이 사건 법률조항에 의하여 달성하려는 택시운전근로자들의 인간다운 생활과 적정임금의 보장이라는 공익보다 중대한 것이라고 할 수 없다.

##### 평등권
생산고에 따른 임금을 지급받는 근로자 즉 영업, 판매직 사원, 채권추심원, 텔레마케터 등을 고용하는 사용자들을 비교집단으로 삼기로 한다. 완화된 심사기준에 따른 심사를 한다. 일반택시운송사업은 비교집단에 비하여 공공성이 강한 업종이므로 이 사건 법률조항이 청구인들의 평등권을 침해한다고 할 수 없다.

##### 포괄위임금지원칙 위반 여부
그 조항 자체에서 '생산고에 따른 임금을 제외한' 임금이라고 규정하여 위임의 범위를 명확하게 한정한다.